# Sommières (AOC)
Pour les articles homonymes, voir Sommières (homonymie).
Le sommières, ou languedoc-sommières, est un vin produit sur une partie du Gard, autour de Sommières. Il est reconnue avec ses conditions de production spécifiques, depuis 2011, par l'INAO, comme une des dénominations géographiques au sein de l'appellation régionale languedoc.

## Histoire

### Antiquité

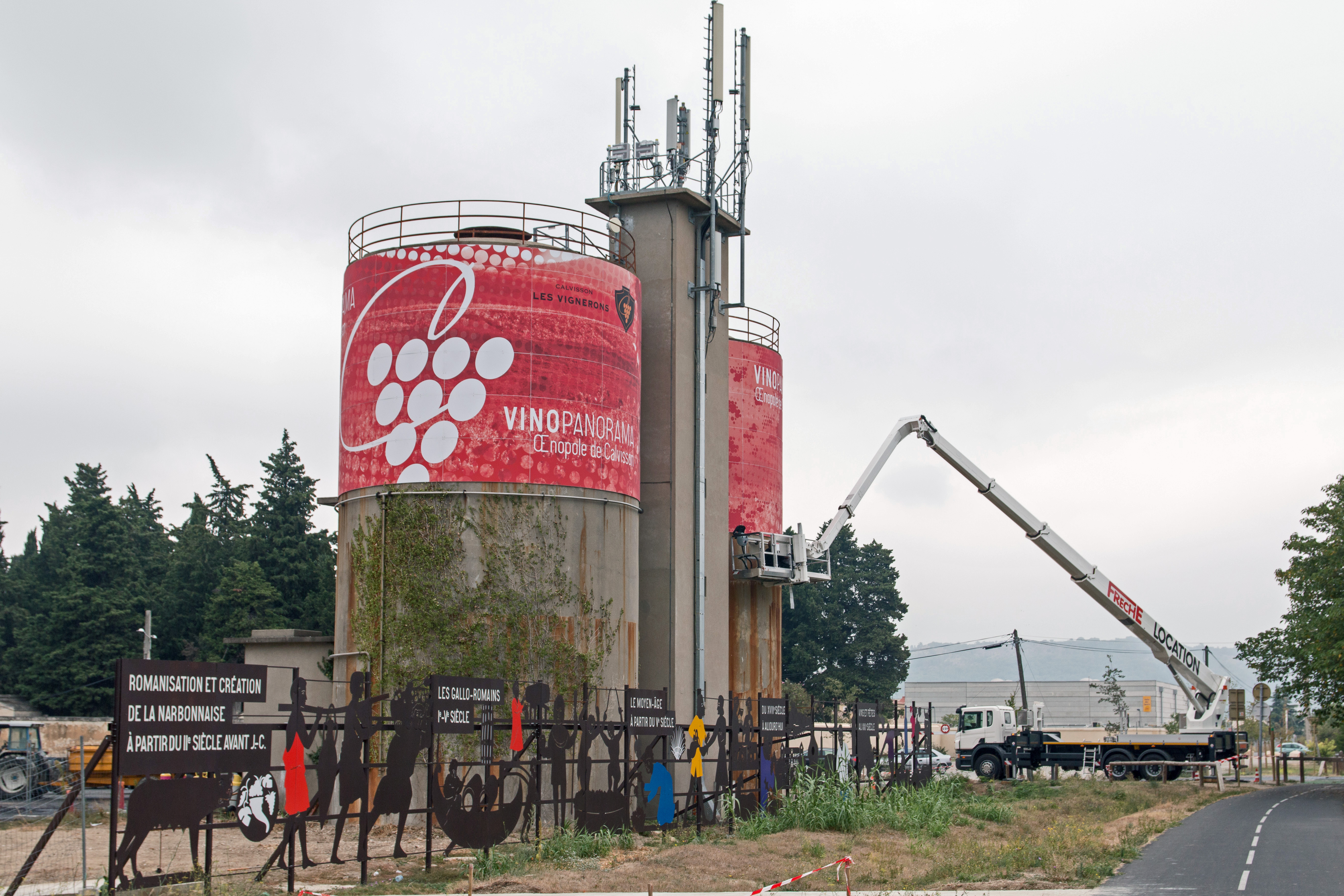
Construction de l'œnopôle de Calvisson à la gloire du vignoble gallo-romain de la Narbonnaise

Depuis la plus haute Antiquité, la vigne a occupé une place importante dans la région de Sommières. Elle a été plantée au VIe siècle avant notre ère par les Grecs et les Étrusques. La colonisation romaine donna une grande extension au vignoble dont les vins s'exportèrent vers la Grèce, l'Asie Mineure et l'Égypte
Dans la Narbonnaise, et plus spécifiquement à Nîmes, le développement de la viticulture provoqua une intensification de la production de vin et le développement d'ateliers de fabrication d'amphores. « Tout au long du Haut-Empire, la production connaît un développement sans précédent, bénéficiant, pour l’exportation, de l'apparition des amphores de type gauloise, fabriquées sur place. Ce dynamisme dure jusqu’à la charnière du IIIe siècle, époque à laquelle les installations de production vont être abandonnées ou dispersées sur le territoire ». Au cours de l’Antiquité tardive, la viticulture continua, bien que sa place dans l'économie diminua et, que seules quelques villæ connues des fouilles archéologiques (chais, pressoirs et fouloirs) continuèrent à élaborer du vin

### Moyen Âge
Dès cette période, Sommières devint un carrefour commercial grâce aux marchés réputés dans sa région et aux facilités de communication offertes par le Vidourle. Les princes et seigneurs du Languedoc et de la Provence, puis les rois de France et d’Aragon firent servir sur leurs tables des vins de Langlade. 
La Peste noire, qui sévit au milieu du XIVe siècle, eut pour conséquence, par l'énorme mortalité qu'elle conduisit au délaissement d'une grande partie du vignoble et de l'agriculture en Languedoc.

### Période moderne

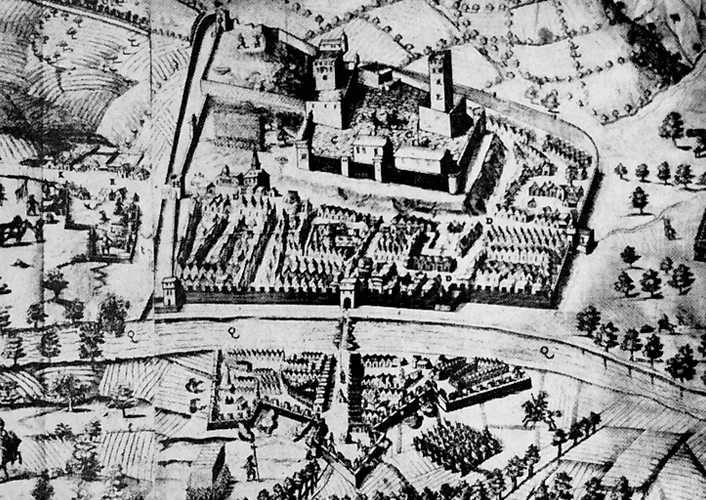
Vignes autour de Sommières en 1622

Ce ne fut qu'à partir du XVe siècle que la viticulture prit un nouvel essor. La création du port de Sète en 1670 accentua son développement. La vigne entra alors en concurrence avec les céréales. La qualité de certains terroirs est alors reconnue, en particulier ceux de Calvisson et de Langlade. Sous le règne de Louis XIV, les verriers du Languedoc – dont le siège du syndicat se trouve à Sommières - facilitent l'embouteillage des vins. « On trouve alors de nombreux professionnels liés au secteur du vin (tonneliers, négociants, vendeurs de matériel de vinification etc). La ville devient un pôle d’influence économique local qui développe des marchés de renommée régionale, notamment dans le domaine de la production viticole. Très réputé, le marché aux vins de Sommières attire de nombreux vendeurs de la filière qui accède ici, à une plateforme commerciale extrêmement dynamique. ». Le trafic sur le Vidourle et les riches marchés de la région de Sommières firent la fortune de celle-ci jusqu’au XIXe siècle.

### Période contemporaine
L'oïdium affecta la viticulture au milieu du XIXe siècle et ne fut éradiqué, grâce au traitement par le soufre, que dans les années 1860. En 1862, le développement du chemin de fer permit de conquérir de nouveaux marchés. Mais dès 1873, le phylloxéra décima le vignoble. « La superficie passa de 562 hectares à 15 hectares. Il ne subsista plus qu’un hectare de vigne à Langlade. La reconstitution du vignoble fut difficile et se fit progressivement. En 1896, les vignes s’étendaient sur 300 hectares. ».
C'est en 1985 que les vignerons accédèrent à l’AOC Coteaux du Languedoc, aujourd’hui devenue Languedoc. En 1991, ils créèrent une « association pour la reconnaissance du cru Langlade » qui devint ensuite l’association Terre de Sommières, qui fut ensuite simplifiée en « Sommières ». Cette AOC est reconnue avec ses conditions de production spécifiques, depuis 2011, par l'INAO.

## Situation géographique

### Orographie
Le vignoble est adossé aux contreforts des Cévennes soumis à l’influence du mistral ; il y jouxte les oliviers, la garrigue et les chênes truffiers. C'est au cours du XVIIIe siècle que les vignes colonisèrent les soubergues (coteaux) des Cévennes, aux sols de fine terre rouge riches en silex mais aussi en cailloutis. « C’est ce même sol qui donne la fameuse terre de Sommières (une poudre argileuse ou terre à foulon) connue dans le monde entier pour sa vertu absorbante, une argile 100% naturelle, avec un grand pouvoir détachant, dégraissant et entièrement écologique. ».

### Géologie
Ce terroir viticole mêle des cailloutis, reposant sur des couches de calcaire dur et tendre, à des sols marneux sur roche calcaire, à des éboulis et des colluvions du quaternaire.

### Hydrologie
L'importance du Vidourle et de ses crues (les vidourlades) n'est pas à négliger, tant sur les vignobles que sur les lieux de vinification. Le développement de la presse écrite et des journaux quotidiens donne sur ces inondations des renseignements très précis dès le début du XIXe siècle. En 1812, le maire de Sommières relatait à la presse la vidourlade du 6 octobre dont une des conséquences avait été la perte de presque tout le vin et des ceps de vigne déracinés. Une vidourlade plus surprenante fut celle du 17 septembre 1858 qui survint sans épisode cévenol. À Sommières, la crue commença à 11 heures du matin, sous un ciel ensoleillé. Sur la rive gauche du Vidourle, les eaux ravagèrent les communes de Gallargues, Aimargues, Le Cailar et Saint-Laurent-d'Aigouze. « Les vendangeurs étaient dans les vignes lorsque les digues rompues permirent aux eaux d'envahir la plaine. En un laps de temps très court, tout fut submergé et la plus belle récolte connue dans le pays depuis longtemps fut détruite. Environ deux ou trois cents personnes coupaient le raisin. Elles échappèrent avec peine à la fureur des eaux. On cite quelques retardataires qui ont été obligés de passer la nuit sur leurs charrettes amenées sur les parties les plus élevées du terrain submergé et dont le salut n'a dépendu que de quelques centimètres d'eau. ». 

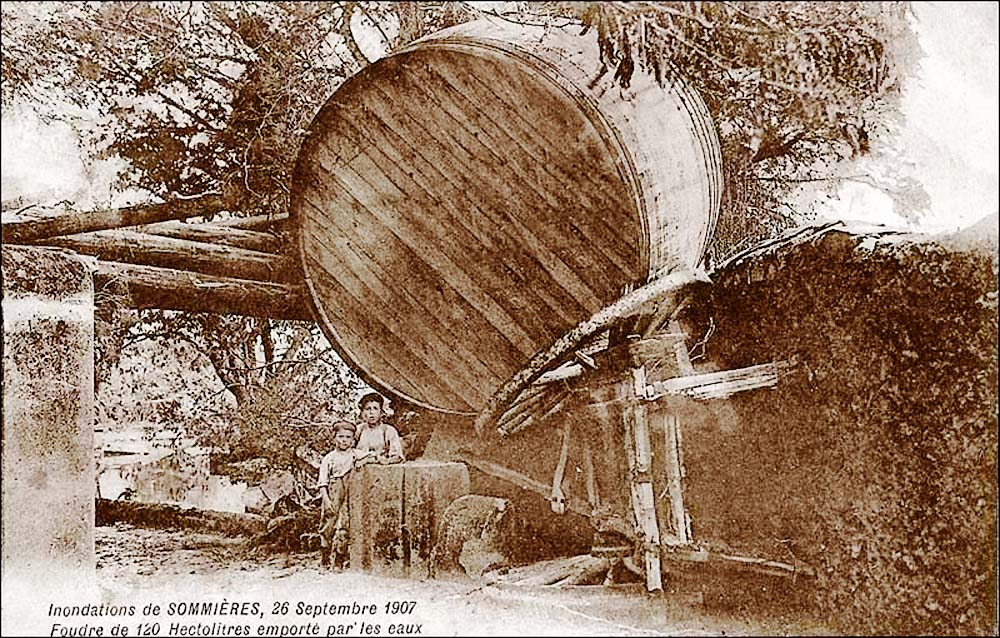
Conséquence d'une vidourlade à Sommières en 1907

Au XXe siècle, en 1907, l'inondation eut lieu en pleine vendange, entre le 25 et le 27 septembre. L'eau monta jusqu'à l’étiage de 5,40 mètres le premier jour puis atteignit 6,20 mètres deux jours après. Le 28 au matin, Sommières était ravagée. En aval de la ville, toute la plaine viticole depuis Gallargues jusqu'à la mer fut submergée alors que les raisins étaient sur pied. Le Petit Parisien résuma la situation du Midi en écrivant : « Les habitants de cette malheureuse région, qui souffraient depuis si longtemps de la mévente des vins, se trouvent dans une situation lamentable. Il faut que l'État qui représente la collectivité française leur vienne en aide par tous les moyens possibles en raison de la solidarisé nationale ». Ce qui entraîna la visite du président de la République et de quatre ministres. Au mois d'octobre 1907, les orages se succédèrent et Sommières fut inondée cinq fois. 
Le début des années 1930 fut catastrophique. En 1932, le 22 septembre, furent inondés Saint-Hippolyte, Sauve, Quissac, Vic-le-Fesc, Sommières, Saint-Laurent d'Aigouze. « Les vendanges se trouvèrent subitement interrompues et fort compromises dans cette vaste plaine, presque totalement submergée ». Le 27 septembre 1933, eut lieu une vidourlade d'une grande violence ; il y eut des victimes et parmi elles, des enfants du quartier de la Vabre, à Sommières. L'expérience aidant, un système de communication efficace fut mis en place qui permit de limiter les dégâts de la crue du 3 octobre 1934, en dépit d'un étiage de 5,60 mètres, en particulier « chez les viticulteurs dont les vendanges étaient en cette saison, fort heureusement avancées, sinon terminées. ».

### Climatologie
Le climat de ce terroir viticole est très doux mais reste soumis à l'influence du mistral dont les rafales peuvent dépasser les 100 kilomètres par heure et qui souffle une centaine de jours par an en moyenne dans la vallée du Rhône. Ce vent froid tend à relativiser les hivers doux. Les moyennes mensuelles varient entre 6,9 °C pour janvier, qui est le mois le plus froid, et 24,9 °C pour juillet, qui est le mois le plus chaud. L'influence méditerranéenne limite les précipitations et donne un été chaud ainsi qu'une aridité très marquée de la période estivale. Au contraire, l'automne est généralement la saison des perturbations orageuses méditerranéennes pouvant déverser des quantités d'eau remarquables en quelques heures. Sa position topographique, au creux des collines de garrigues, retient parfois de fortes chaleurs. Cette situation explique les importantes chaleurs estivales et les fréquentes inondations. La neige au sol reste un phénomène relativement marginal, apportant en général moins de 10 cm. Il n'est d'ailleurs pas rare de voir se succéder plusieurs hivers de suite sans sa présence.
| Mois                              | jan.  | fév.  | mars  | avril | mai  | juin | jui.  | août  | sep. | oct.  | nov.  | déc. | année   |
| --------------------------------- | ----- | ----- | ----- | ----- | ---- | ---- | ----- | ----- | ---- | ----- | ----- | ---- | ------- |
| Température minimale moyenne (°C) | 2,7   | 3,2   | 5,8   | 8,3   | 12,1 | 15,8 | 18,7  | 18,4  | 14,9 | 11,5  | 6,5   | 3,6  | 10,2    |
| Température moyenne (°C)          | 6,9   | 7,8   | 10,9  | 13,5  | 17,6 | 21,7 | 24,9  | 24,5  | 20,3 | 16    | 10,5  | 7,5  | 15,2    |
| Température maximale moyenne (°C) | 11    | 12,4  | 16    | 18,6  | 23   | 27,5 | 31    | 30,5  | 25,7 | 20,4  | 14,5  | 11,3 | 20,2    |
| Record de froid (°C)              | −12,2 | −14   | −6,8  | −2    | 1,1  | 5,4  | 10    | 9,2   | 5,4  | −1    | −4,8  | −9,7 | −14     |
| Record de chaleur (°C)            | 21,3  | 23,8  | 27,3  | 30,7  | 34,7 | 39,1 | 38,8  | 41,6  | 35,4 | 31,9  | 26,1  | 20,6 | 41,6    |
| Ensoleillement (h)                | 141,6 | 166,3 | 222,2 | 229,8 | 262  | 311  | 341,1 | 301,6 | 239  | 166,6 | 147,9 | 134  | 2 662,9 |
| Précipitations (mm)               | 64,7  | 47,3  | 40,4  | 65,1  | 58,5 | 40,9 | 28,2  | 53,3  | 96,4 | 119,2 | 83,1  | 65,8 | 762,9   |

## Vignoble

### Présentation

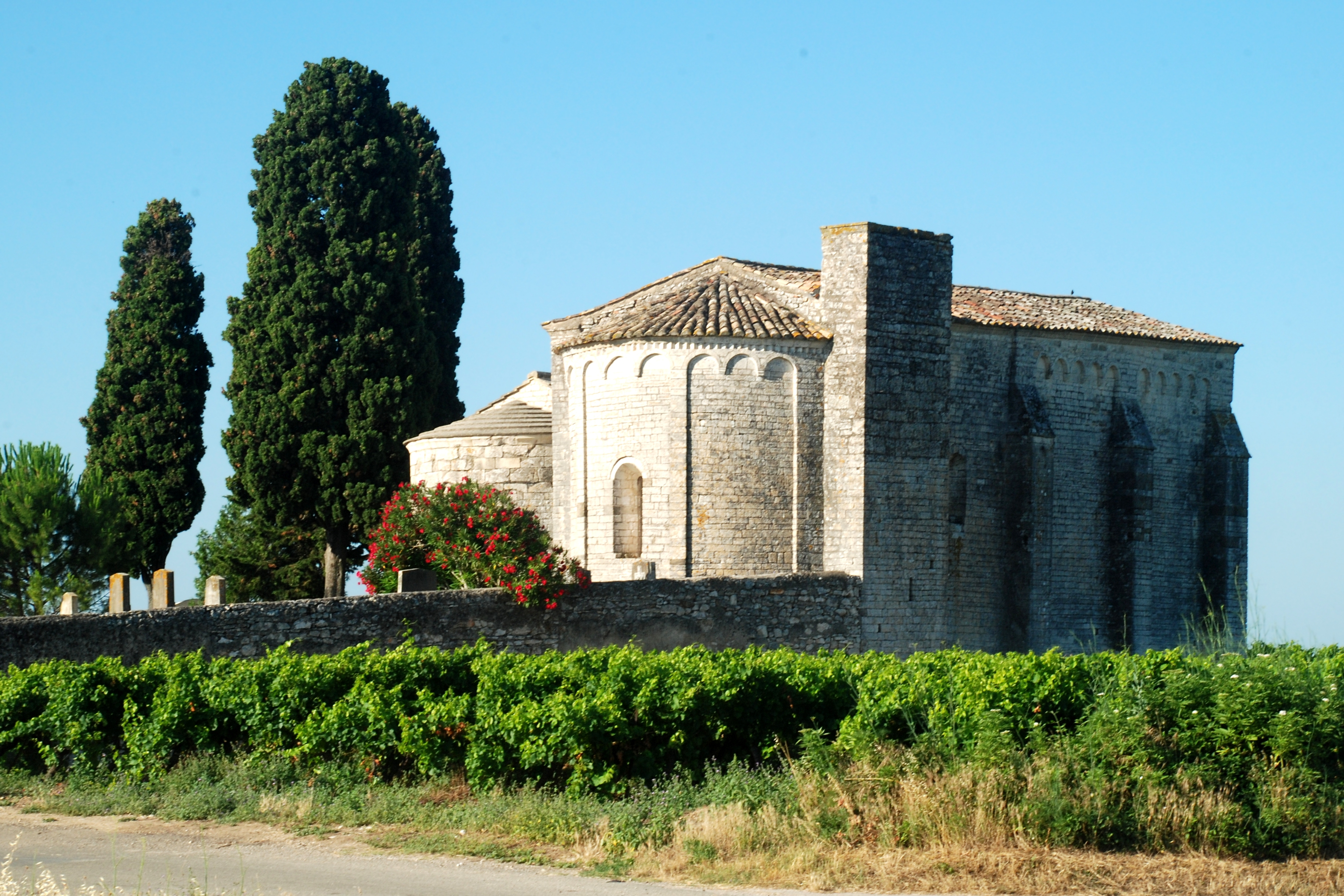
Vignoble autour de la chapelle Saint-Julien de Montredon à Salinelles

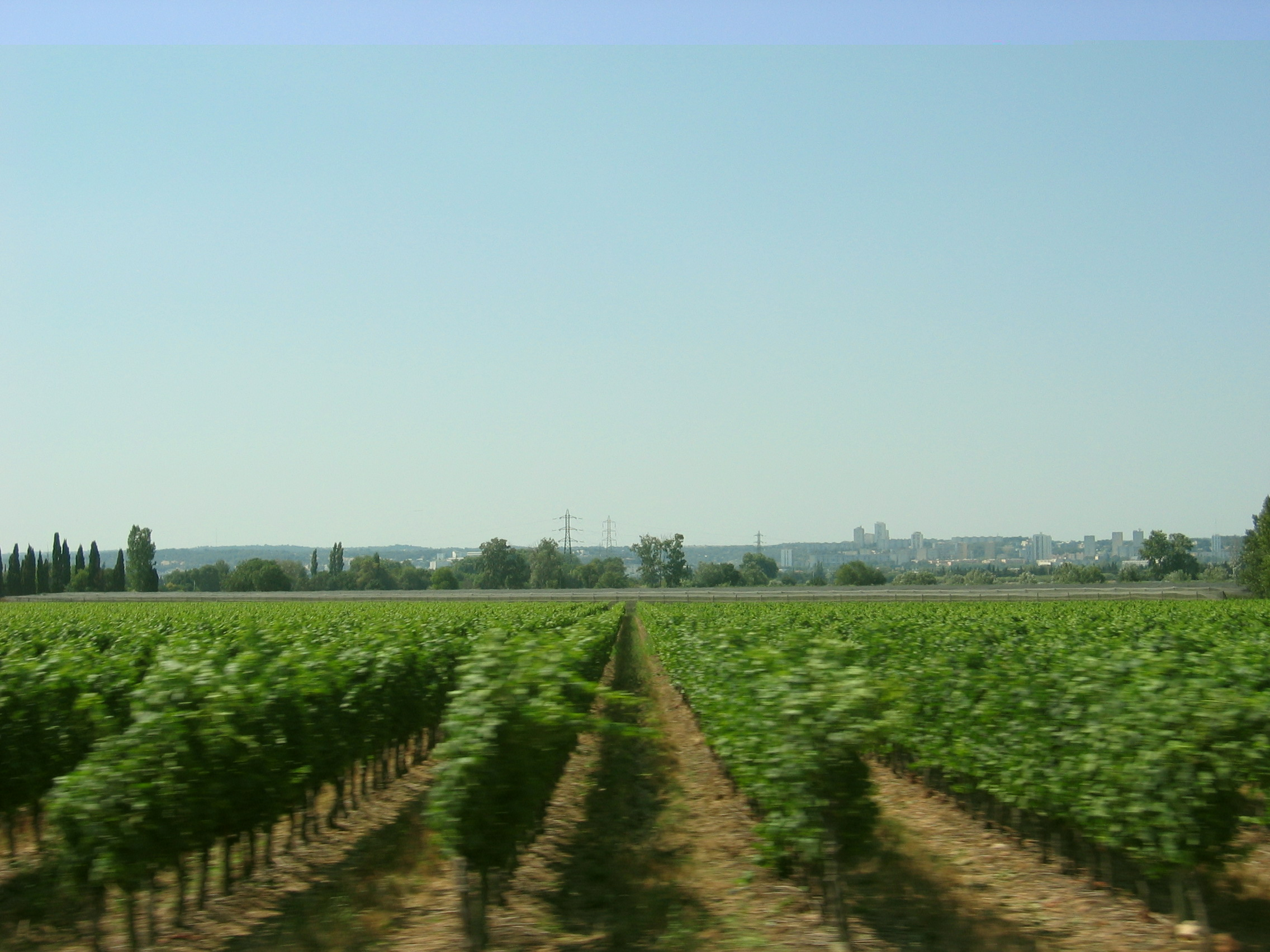
Vignes en bordure de Nîmes

C'est la seule dénomination gardoise de l'AOC Languedoc, son vignoble s'étend autour de  Nîmes sur un rayon de vingt kilomètres à l'ouest de cette cité. Il se trouve sur les communes de : Aspères, Brouzet-les-Quissac, Calvisson, Carnas, Crespian, Fontanès, Gailhan, Junas, Langlade, Lecques, Montmirat, Nîmes, Salinelles, Saint-Clément, Sardan, Sommières, Souvignargues et Vic-le-Fesq.

### Encépagement
Pour avoir droit à l'appellation, le vin doit assembler au minimum de deux cépages parmi le syrah, la grenache, le mourvèdre, le carignan et le cinsault.

### Méthodes culturales et réglementaires

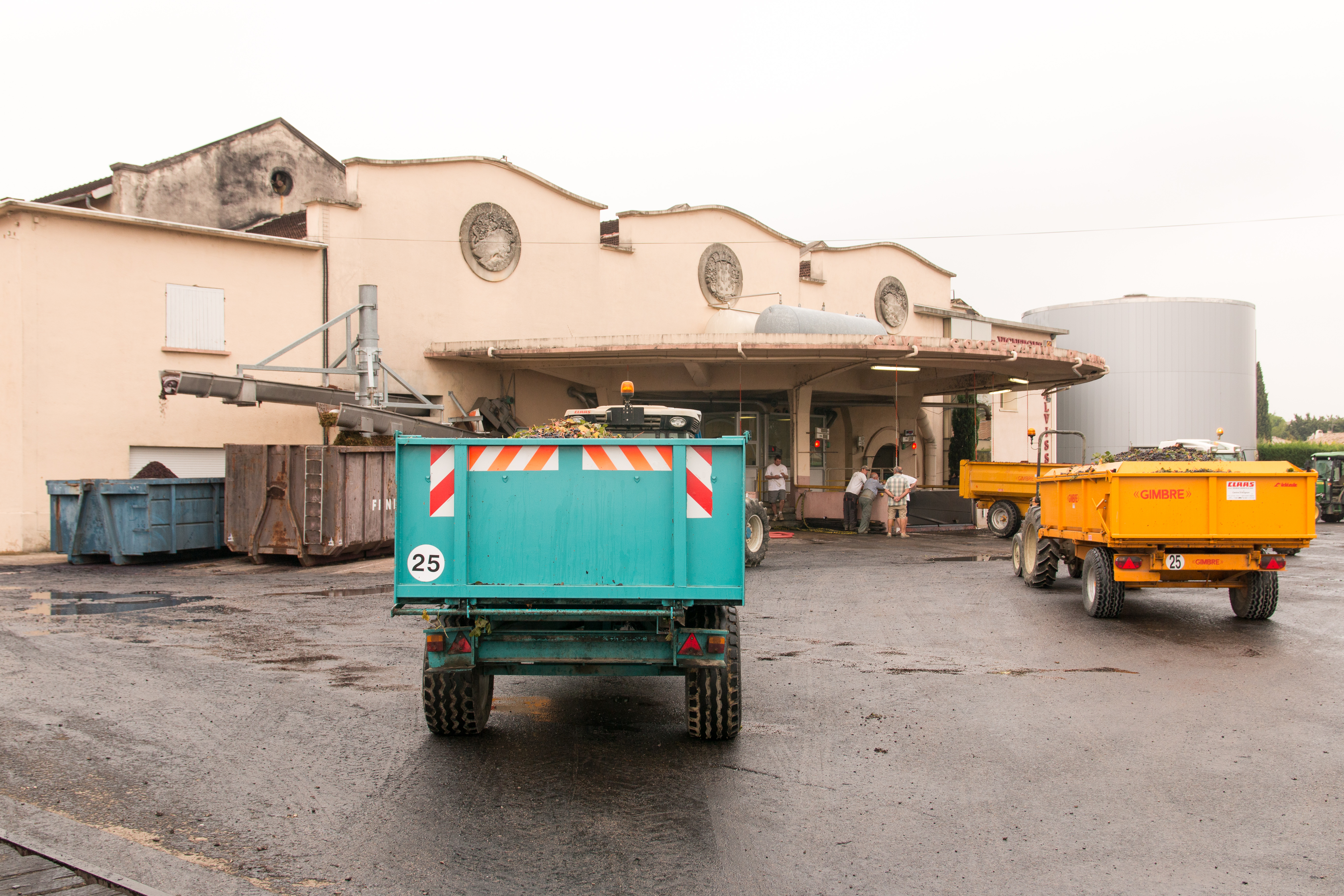
Vendanges dans une cave de l'appellation

Les modes de tailles, le palissage et les espacements entre ceps ont été étudiés pour aboutir à une amélioration de la maturation. De plus, une partie des viticulteurs ont privilégié la fertilisation biologique plutôt que chimique des sols. Ils utilisent plus de compost et mettent en place la culture raisonnée. Ces pratiques, jointes à une maîtrise des rendements inférieure à la norme nationale des vins de pays, permettent d'obtenir une vendange de qualité qui va être foulée mécaniquement, parfois égrappée, pour macérer ensuite une semaine environ avant d'être pressée. Les macérations peuvent dépasser 3 semaines pour les cuvées où l'on recherche plus de structure pour le vin.
La vinification est fonction des cépages et des différentes cuvées. La maîtrise des températures s'est généralisée tant pour la vinification que pour l'élevage et le stockage des vins en cuverie (béton, époxy ou inox). L'allongement des temps de fermentation a permis de créer des vins de garde qui développent en vieillissant une grande expression. Toute cette évolution a été rendue possible par le suivi mené par des laboratoires d'analyses qui sont parmi les plus modernes au monde.

### Vinification et élevage
La vinification en rouge consiste à faire un pressurage après que la fermentation est commencée. Pendant toute cette phase, le moût est en contact avec les matières solides de la vendange. Celles-ci sont très riches en tanins, matières colorantes, odorantes, minérales et azotées. Ces substances vont alors se dissoudre plus ou moins dans le moût et se retrouver dans le vin. 
C'est la cuvaison, pendant laquelle les sucres se transforment en alcool (fermentation alcoolique), et le jus se voit enrichi par les composants du moût. Plus la macération est longue, plus la coloration du vin sera intense. Les tanins se disolvent également ; leur taux sera aussi fonction du temps de la cuvaison. Plus celle-ci sera longue, plus les vins seront aptes à vieillir. Durant cette phase se produit une forte élévation de la température. Celle-ci est de plus en plus contrôlée par la technique de maîtrise des températures.
Un élevage en fût est possible.

### Terroir et vins

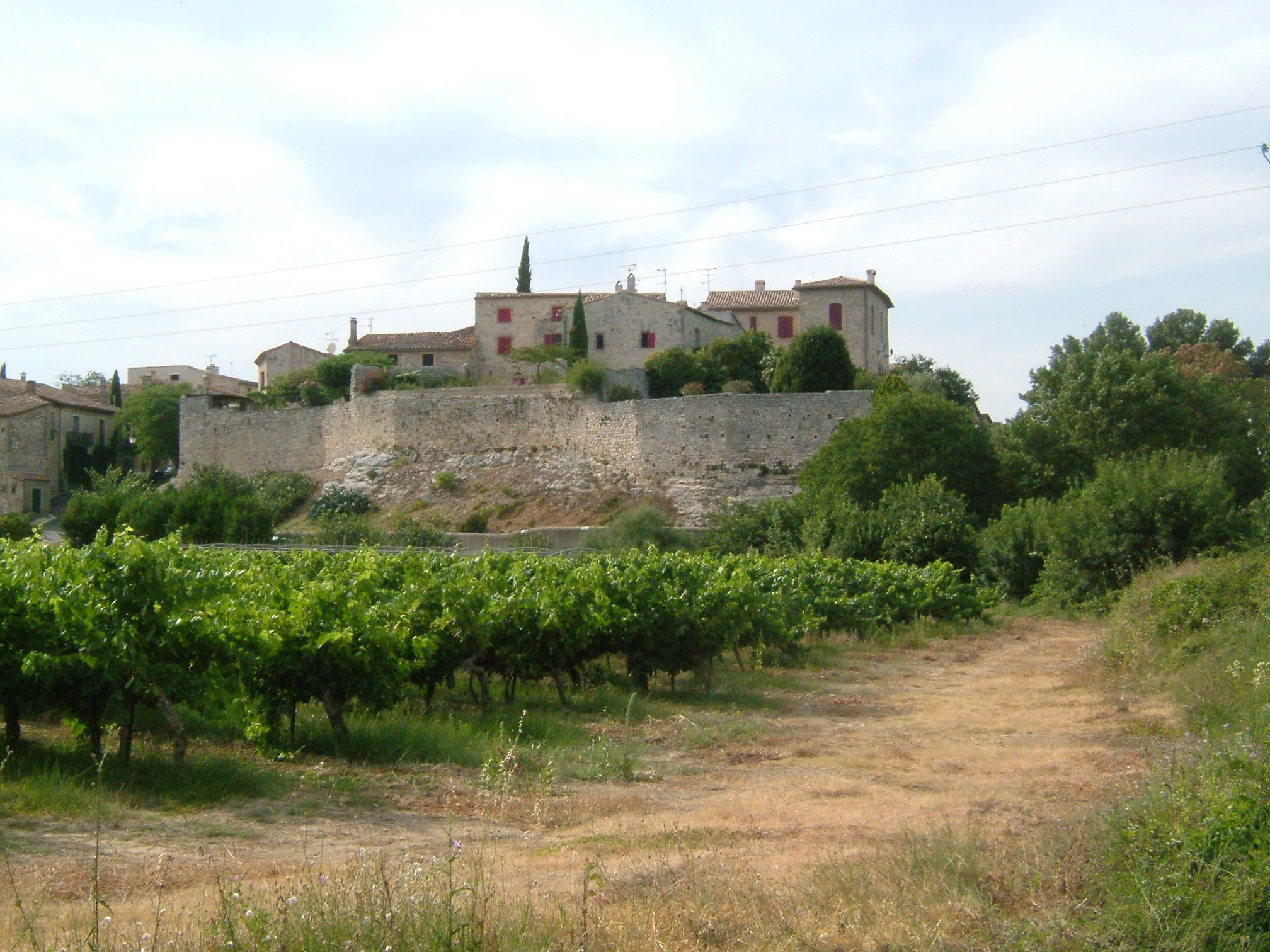
Vignoble autour des Lecques

L'encépagement s’articule autour du syrah et de la grenache pour donner des vins rouges de garde puissants. Leur production annuelle est de 7 500 hectolitres. Le terroir apporte aux vins rouges « tout leur caractère et leur potentiel aromatique : arômes spécifiques de garrigue, de thym, de romarin, de ciste, de pinèdes, d’acacia et de chêne vert qui entourent, ici, la plupart des parcelles de vignes ». Ces vins ont beaucoup de puissance et de longueur.

### Structure des exploitations et liste des producteurs
Le socle de la filière viti-vinicole languedocienne est constitué par les propriétaires-récoltants. Il se subdivise en caves particulières, qui vinifient et vendent directement leur production, et en caves coopératives où les adhérents confient la vinification et la commercialisation à des techniciens salariés. Les vignerons en caves indépendantes constituent un groupe assez diversifié où se retrouvent « des propriétés familiales de plus ou moins grande taille transmises de génération en génération, de grandes entreprises propriétés de grands groupes nationaux ou internationaux, et de nouveaux exploitants, fréquemment issus d’une reconversion professionnelle et adoptant souvent des modes de production alternatifs (travail en biodynamie par exemple) ». La coopération viticole regroupe les petits producteurs puisque « basée sur le principe de la mutualisation des coûts de production et apportant un soutien financier, administratif et technique aux vignerons, les caves coopératives permettent chaque année à de nombreux vignerons de faire face à des situations parfois difficiles ou à de nouveaux de s’installer ; et dans tous les cas de mener à bien leur projet professionnel ». Leur rôle est important au niveau de la qualité (formation technique, encépagement, conduite de la vigne, contrôle de maturité des raisins, etc.), de l'économie (importants volumes traités et grande capacité de stockage) et de la commercialisation (réseaux de vente en France et en l'international, fournisseurs du négoce).

Cave coopérative de Calvisson

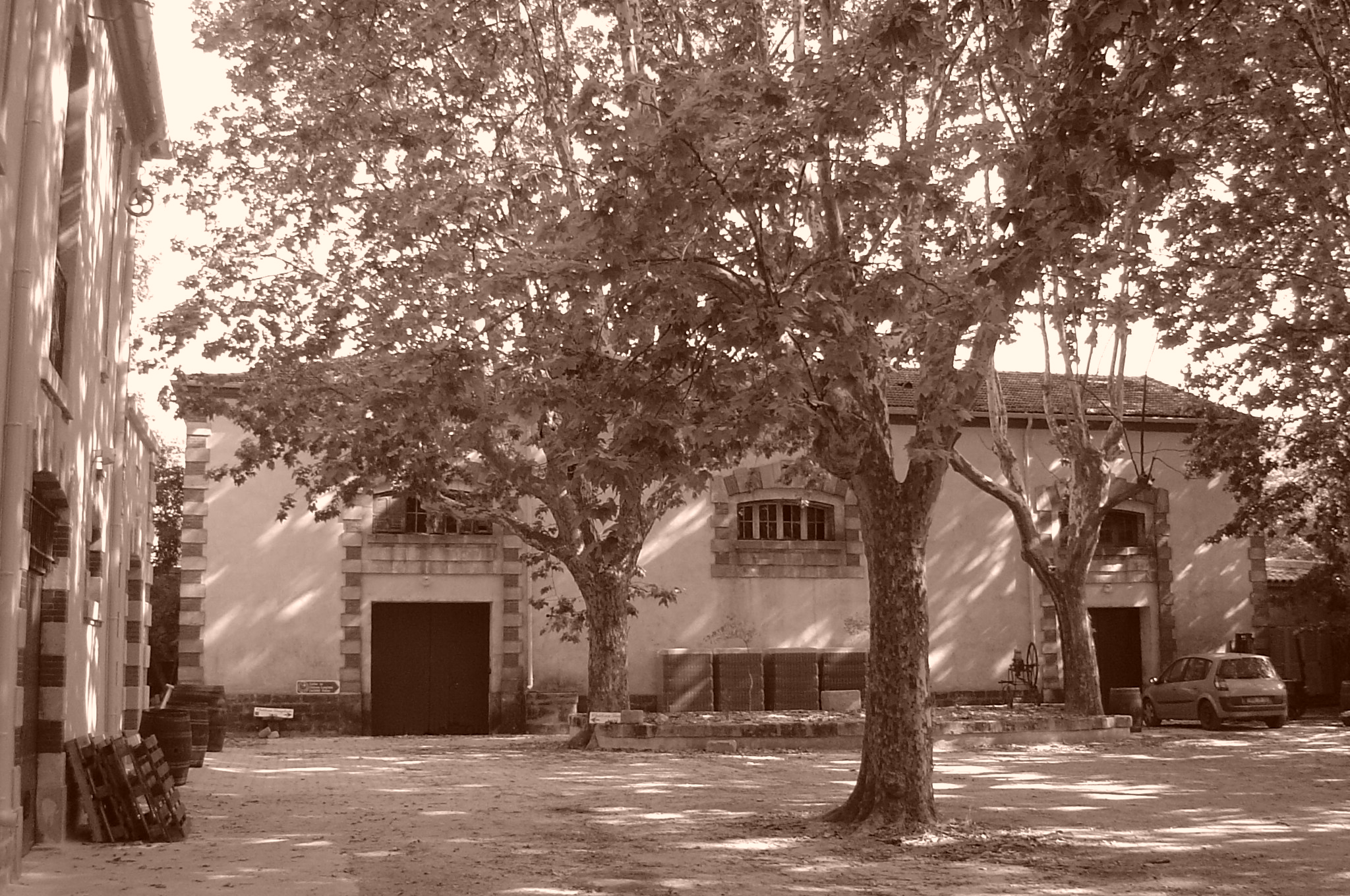
Cave du château Langlade

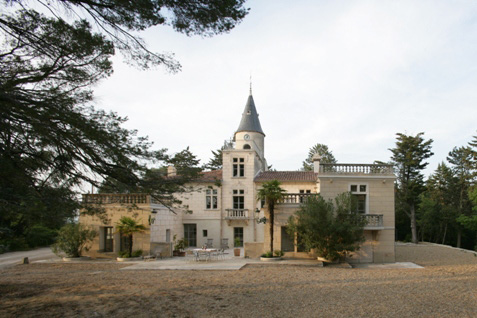
Château du domaine Costes-Cirgues

Caves coopératives.
- Cave d’Aspères
- Les Coteaux de Fontanès
- Cave de Lecques
- Vignerons du Sommierois
- Cave de Souvignargues
- Cave de Calvisson
- Cave de Quissac
- Cave de Saint-Clément-Gailhan
- Cave de Vic le Fesq
- Les Coteaux de La Courme
- Cave de Caveirac

Caves indépendantes,.
- Domaine Costes-Cirgues
- Domaine Fallet
- Château Haut Christin
- Château La Clotte-Fontane
- Domaine de Massereau
- Château l'Argentier
- Domaine Leyris-Mazières
- Mas du Gentilhomme
- Domaine de Trepaloup
- Domaine Rampon
- Mas Moures
- Domaine Serres Cabanis
- Domaine de l’Escattes
- Mas de La Barben
- Château Langlade
- Domaine Campbertier

### Type de vins et gastronomie

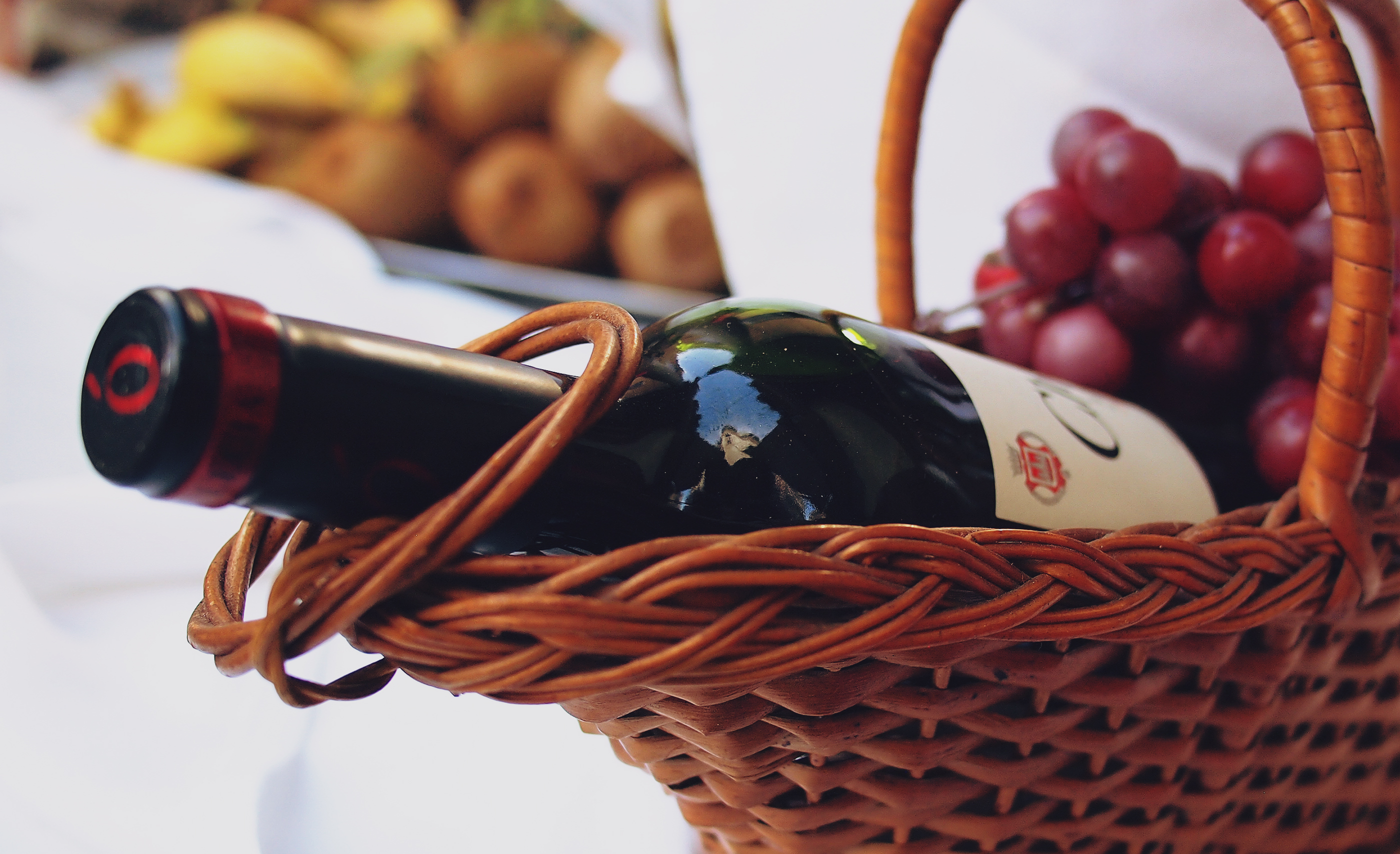
AOC sommières présenté dans son panier verseur

Le Languedoc Sommières est traditionnellement servi à une température comprise entre 14 °C et 16 °C. Les vins jeunes, élevés en fûts de chêne, nécessitent un carafage pour bien s'ouvrir. Sur les vins ayant vieilli, c'est une décantation qui s'impose.
Le potentiel de garde moyen pour cette AOC est de 5 à 10 ans. Les bouteilles peuvent être conservées dans les casiers placés en haut d'une cave à la bonne température, sans odeur néfaste pour le vin, sans lumière et avec un taux d'humidité compris entre 70 et 75%.

### Commercialisation
Le Languedoc-sommières s'inscrit dans la mouvance des vins AOC Languedoc qui ont le vent en poupe. Les statistiques du baromètre de la SOPEXA se basent sur un fort potentiel de développement sur l'année 2014, en particulier à l'exportation. Avec un millésime 2013 qui a pu marier de qualité et quantité, le marché intérieur est lui aussi en hausse.